# ミドリハチクイ
ミドリハチクイ（緑蜂食、学名Merops orientalis）は、ブッポウソウ目ハチクイ科に分類される鳥。

## 生息地
- アフリカ、インド、東南アジア